# Préaiz
 (mai 2022).
Si vous disposez d'ouvrages ou d'articles de référence ou si vous connaissez des sites web de qualité traitant du thème abordé ici, merci de compléter l'article en donnant les références utiles à sa vérifiabilité et en les liant à la section « Notes et références ».
Préaiz est un hameau belge faisant partie de la commune et ville belge de Malmedy et  dans la province de Liège en Région wallonne.
Avant la fusion des communes de 1977, Préai faisait partie de la commune de Bévercé.